# Thyreus sejuncta
Thyreus sejuncta är en biart som först beskrevs av Henri Saussure 1890.  Thyreus sejuncta ingår i släktet Thyreus och familjen långtungebin. Inga underarter finns listade i Catalogue of Life.